# Elvis’ Gold Records Volume 4
Elvis’ Gold Records Volume 4 (с англ. — «Золотые пластинки Элвиса, выпуск 4») — альбом-компиляция американского певца Элвиса Пресли, вышедший в 1968 году.

## Об альбоме
Elvis’ Gold Records Volume 4 собрание хит-синглов 1961—67 гг. Альбом занял 33-е место в американском хит-параде. В том же формате — компиляции последних хит-синглов — у Пресли издано ещё 4 выпуска. В 1997 году вышло расширенное издание, в которое дополнительно включены 6 известных песен 1961—67 гг.

## Список композиций

### Оригинальная версия (1968)
1. «Love Letters»
2. «Witchcraft»
3. «It Hurts Me»
4. «What’d I Say»
5. «Please Don’t Drag That String Around»
6. «Indescribably Blue»
7. «Devil In Disguise»
8. «Lonely Man»
9. «A Mess Of Blues»
10. «Ask Me»
11. «Ain’t That Loving You Baby»
12. «Just Tell Her Jim Said Hello»

Форматы: грампластинка, компакт-диск

### Расширенная версия (1997)
1. «Return to Sender»
2. «Rock-A-Hula Baby»
3. «Love Letters»
4. «Bossa Nova Baby»
5. «Witchcraft»
6. «Kissin’ Cousins»
7. «It Hurts Me»
8. «Viva Las Vegas»
9. «What’d I Say»
10. «Please Don’t Drag That String Around»
11. «Indescribably Blue»
12. «(You’re the) Devil in Disguise»
13. «Lonely Man»
14. «A Mess of Blues»
15. «Ask Me»
16. «Ain’t That Loving You Baby»
17. «Just Tell Her Jim Said Hello»
18. «Crying in the Chapel»

Форматы: компакт-диск